# Círculo de Economía
Círculo de Economía (en catalán, Cercle d'Economia) es una entidad empresarial fundada en Barcelona en 1958 por los empresarios Joan Mas Cantí, Carlos Ferrer Salat, Carlos Güell de Sentmenat, Arturo Suqué Puig y otros bajo el patrocinio del historiador Jaume Vicens i Vives, con quien mantenían reuniones desde 1952. Consiguieron la adhesión otros profesores y empresarios como Fabián Estapé, y mantuvieron contactos con conocidos economistas que entonces trabajaban para la administración franquista, como Juan Sardá, Enrique Fuentes Quintana, Luis Ángel Rojo o José Luis Sampedro, para mantener un diálogo sobre la situación y perspectivas de la economía española. Su actual presidente es Jaume Guardiola.

## Orígenes
Según varios autores, los orígenes se fechan alrededor de los años 1951-1953, en el llamado Club Comodín, de naturaleza universitaria y enfocado a la práctica del ajedrez, donde también se citan empresarios barceloneses. La iniciativa cuenta con «el impulso ideológico», la «influencia intelectual» de Jaume Vicens Vives «ya que los puso en contacto con jóvenes intelectuales y economistas que, desde el mundo de la cultura, la universidad o la Administración, estaban empezando a renovar el pensamiento político y económico de la época.»

## Desarrollo
Edita publicaciones y organiza conferencias y coloquios. Su punto de vista europeísta hace de ella un referente para otras organizaciones españolas. Además, ha buscado intercambios de puntos de vista entre diferentes sectores y estamentos de la sociedad. Han formado parte de sus juntas directivas Jordi Pujol, Narcis Serra, Josep Vilarasau Salado, Ernest Lluch, Eusebi Díaz-Morera, Carles Gasòliba, Jordi Petit, Josep Oliu, Agustí Montal Costa y Carlos Güell de Sentmenat. Del último jueves de mayo hasta el sábado, organiza la Reunión Círculo de Economía que es el punto de encuentro de la élite política y económica de Cataluña y España.
Su sede social había sido hasta el 2006 a la esquina de Diagonal con Tuset, y se trasladó a la calle Provenza, número 298, frente al edificio de la Casa Milá. En marzo de 2008 celebró el 50.º aniversario de su fundación con una cena que fue presidido por el rey Juan Carlos I. En 1987 recibió la Creu de Sant Jordi. Su directora general desde julio de 2018 es Marta Angerri Feu, en substitución de Jordi Alberich i Llaveria, que lo era desde 1996.
Desde 2014 convocan el Premio Reino de España a la Trayectoria empresarial con el apoyo de la Casa Real, y la colaboración del Círculo de Economía y del Círculo de Empresarios Vascos. En 2014 el Premio recayó en Enrique de Sendagorta (Grupo Sener) y en 2015 en José Ferrer Sala (Freixenet).

## Presidentes del Círculo de Economía
| Periodos  | Presidentes                  |
| --------- | ---------------------------- |
| 2022-     | Jaume Guardiola Romojaro     |
| 2019-2022 | Javier Faus                  |
| 2016-2019 | Juan José Bruguera Clavero   |
| 2013-2016 | Antón Costas Comesaña        |
| 2011-2013 | Josep Piqué                  |
| 2008-2011 | Salvador Alemany             |
| 2005-2008 | José Manuel Lara Bosch       |
| 2002-2005 | Antonio Brufau               |
| 1999-2002 | Salvador Gabarró Serra       |
| 1996-1999 | Pedro Fontana García         |
| 1995-1996 | Josep Piqué                  |
| 1992-1995 | Joan Molins y Amat           |
| 1989-1992 | Carlos Tusquets Trias de Bes |
| 1987-1989 | Vicenç Oller y Company       |
| 1984-1987 | Enric Corominas Vila         |
| 1980-1984 | Juan Antonio Delgado Garriga |
| 1979-1980 | Vicenç Oller y Compañ        |
| 1975-1979 | Carles Cuatrecasas Targa     |
| 1972-1975 | Joan Mas y Canté             |
| 1969-1972 | Arturo Suqué Puig            |
| 1965-1969 | Carlos Güell de Sentmenat    |
| 1959-1965 | Carlos Ferrer Salat          |